# Liste der Monuments historiques in Brugny-Vaudancourt
Die Liste der Monuments historiques in Brugny-Vaudancourt führt die Monuments historiques in der französischen Gemeinde Brugny-Vaudancourt auf.

## Liste der Immobilien
| Bezeichnung       | Beschreibung | Standort                         | Kennzeichnung | Schutzstatus | Datum | Bild           |
| ----------------- | --- | -------------------------------- | ------------- | ------------ | ----- | -------------- |
| Château de Brugny | befestigtes Schloss, 16. Jahrhundert, mit Bauteilen aus dem 13. Jahrhundert; mit Wirtschaftsgebäuden, Türmen und Wassergräben | Brugny, südlich des Ortes (Lage) | PA00078917    | Inscrit      | 1990  | weitere Bilder |